# Metadriopea albomaculata
Metadriopea albomaculata är en skalbaggsart som beskrevs av Stefan von Breuning 1974. Metadriopea albomaculata ingår i släktet Metadriopea och familjen långhorningar.
Artens utbredningsområde är Filippinerna. Inga underarter finns listade i Catalogue of Life.